# 高萩市民球場
高萩市民球場（たかはぎしみんきゅうじょう）は、茨城県高萩市にある野球場。高萩市教育委員会が管轄し、2024年度から指定管理者導入により民間への運営管理委託を行っている。

## 概要・歴史
1972年7月開場。以来高校野球、中学野球、少年野球などアマチュア野球などが行われている他、1974年の秋季国民体育大会では準硬式野球一般の部の競技会場となった。また2019年の、いきいき茨城ゆめ国体では軟式野球成年の部の競技会場となった。
開場以来、市民球場で行われる公式大会などで本塁打を打った選手は、スタンド1階にある「ホームラン打者一覧表」というボードに氏名が記されることになっており、西武ライオンズや中日ドラゴンズに在籍した大友進（日立工高ー東京ガス）の名前も刻まれている。
市は2007年7月から財源確保策の一環として公共施設の命名権を売却する事業に着手、この高萩市民球場と高萩市文化会館の2箇所をその対象とした。希望売却額を市民球場180万円、市文化会館600万円、契約期間を5年間に設定し、同月5日から8月31日まで募集をおこなった。茨城県内の市町村で公共施設の命名権売却に着手したのは初のケースであったが、球場については入札者は現れなかった。市は2011年に愛称の一般公募を実施し、ゆるキャラの「はぎまろ君」にちなむ「はぎまろ球場」に決定したが2020年以降、愛称は使われなくなり元の高萩市民球場に戻った。尚、正面右側のネット裏席出入口階段には、国民年金特別融資「高萩市営野球場」と書かれた金属プレートが取り付けられている。よって開場時は「高萩市営野球場」と言う名称だったと思われる。
2016年度の改修によりリニューアルされ、両翼が従来より1メートル伸び、スコアボードも電光掲示板（磁気反転式）となった。
2019年よりベースボール・チャレンジ・リーグ（BCL）東地区のリーグ戦に参加した茨城アストロプラネッツが公式戦を開催している。

## 施設概要
- 両翼91m、中堅：120m
- 球場面積：31,349㎡
- 内野：クレー舗装、外野：天然芝
- スコアボード：電光掲示板（磁気反転式）
- 収容人員：9,500人

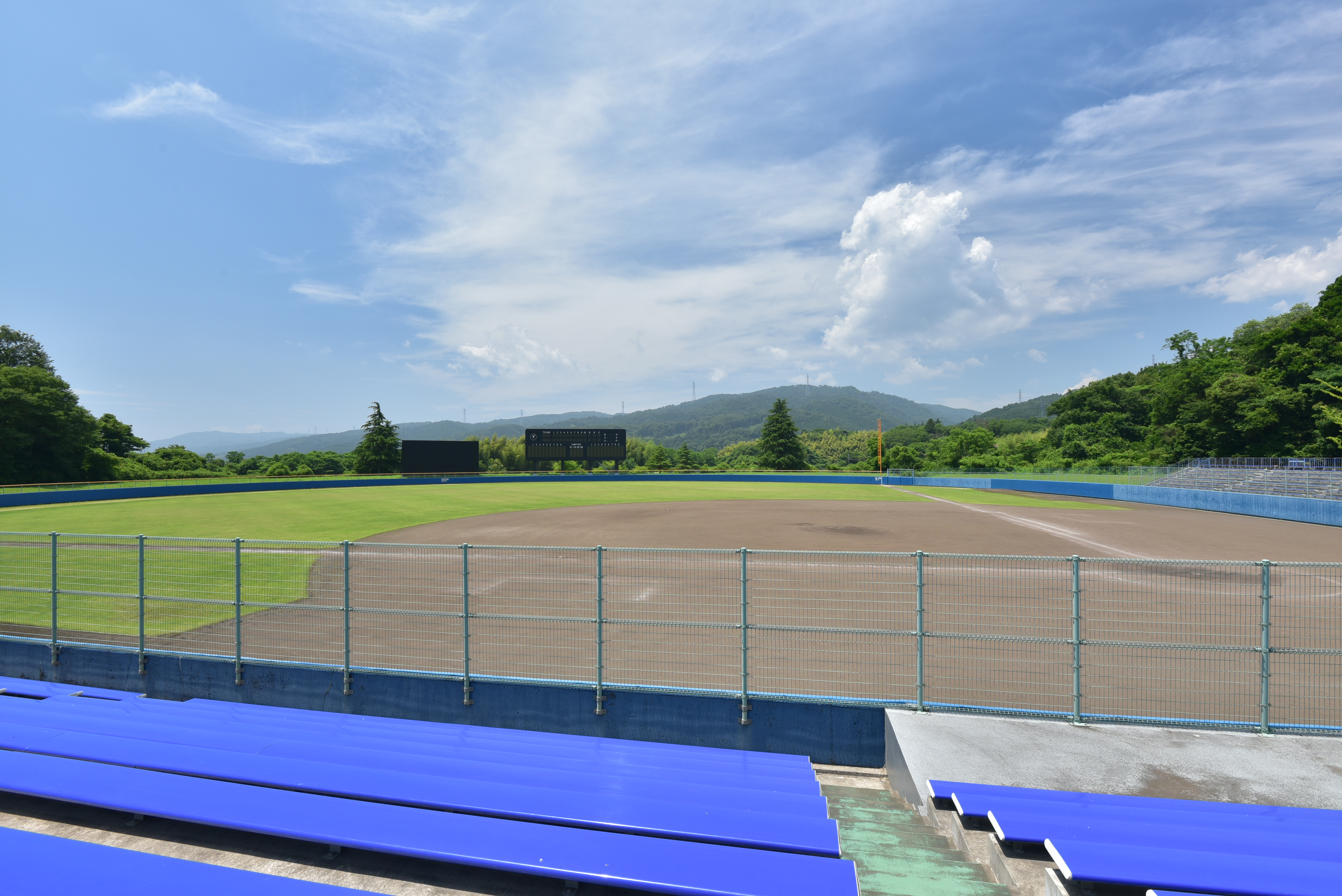
グラウンド全体
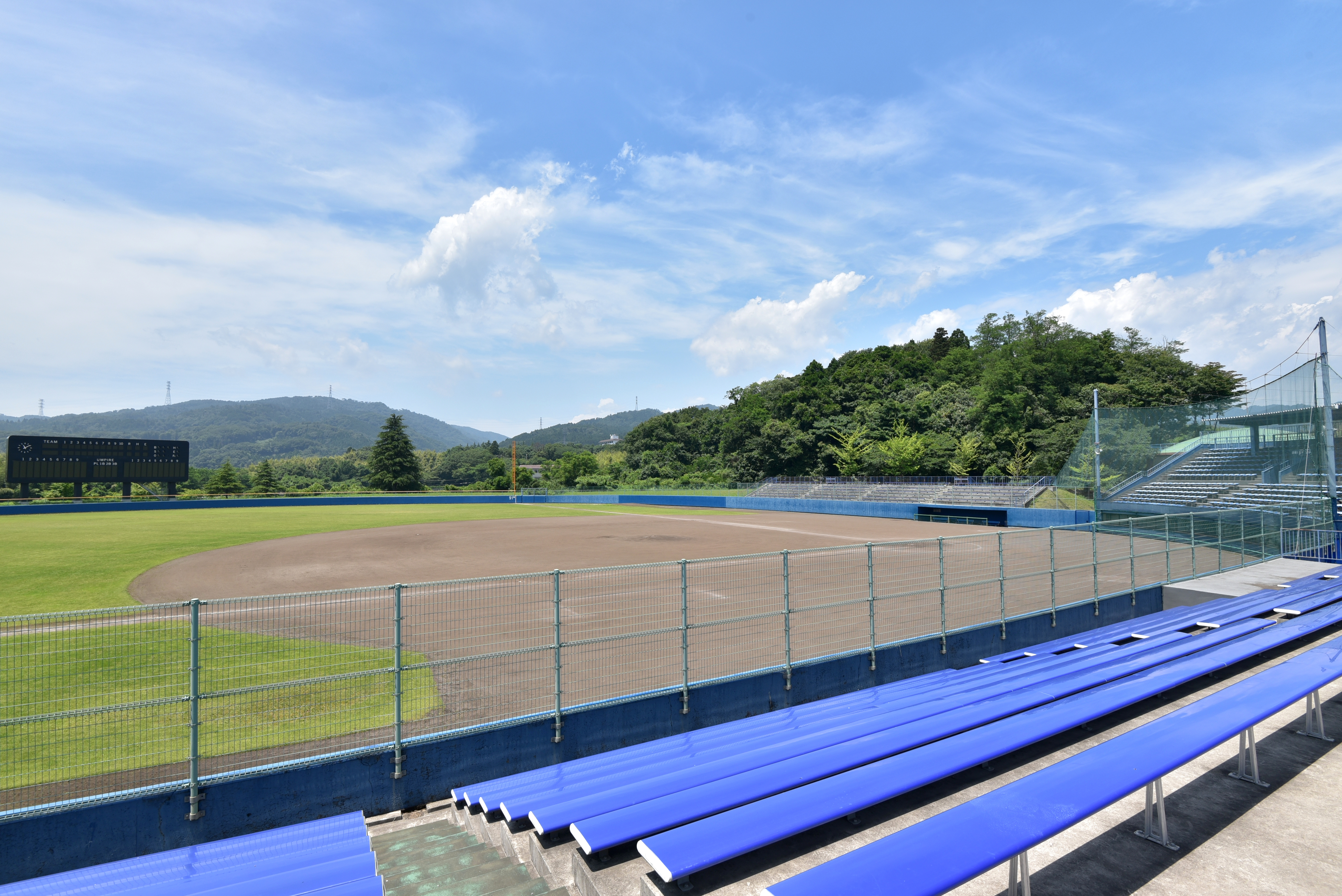
内野席から見た内野
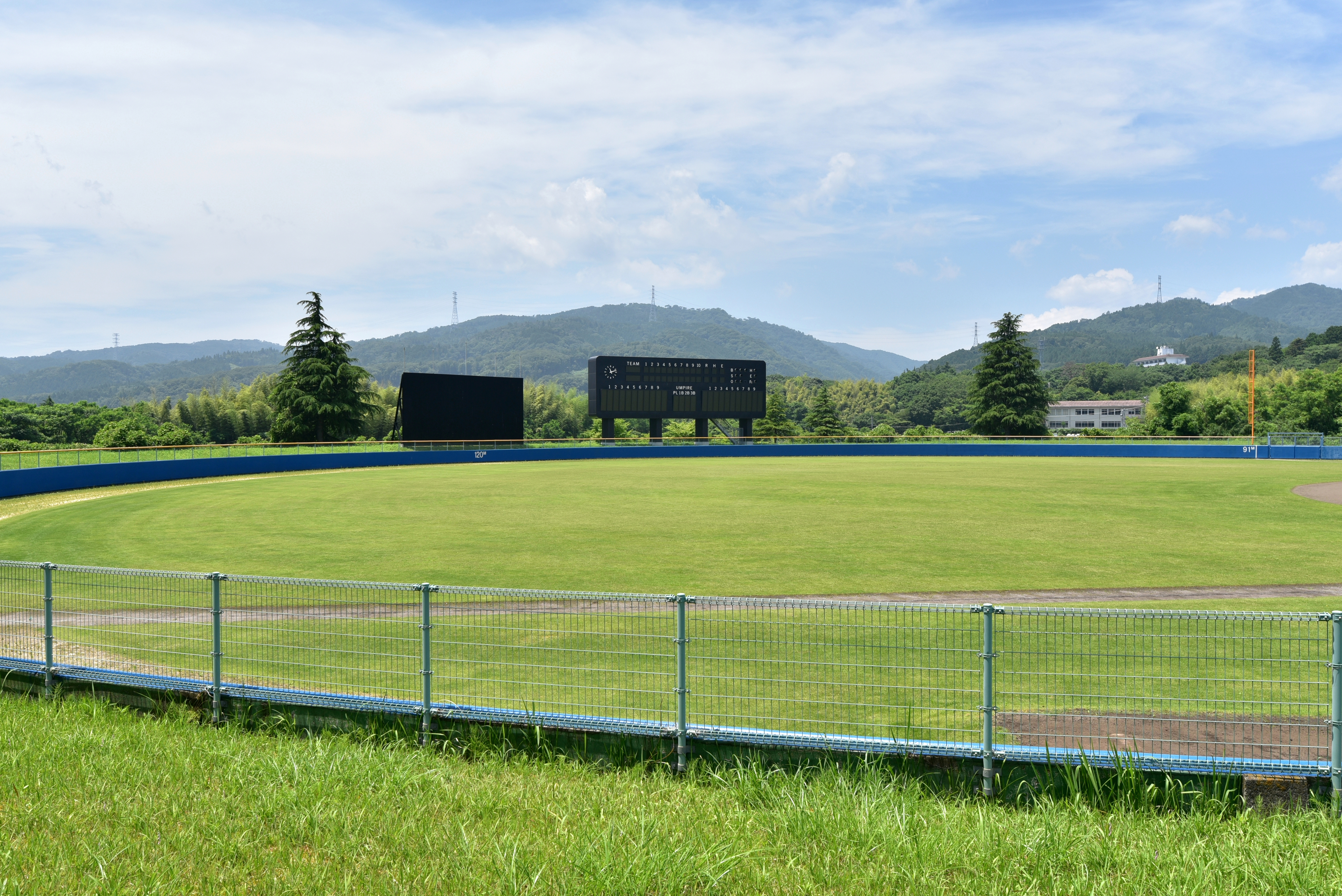
外野席から見た外野グラウンド
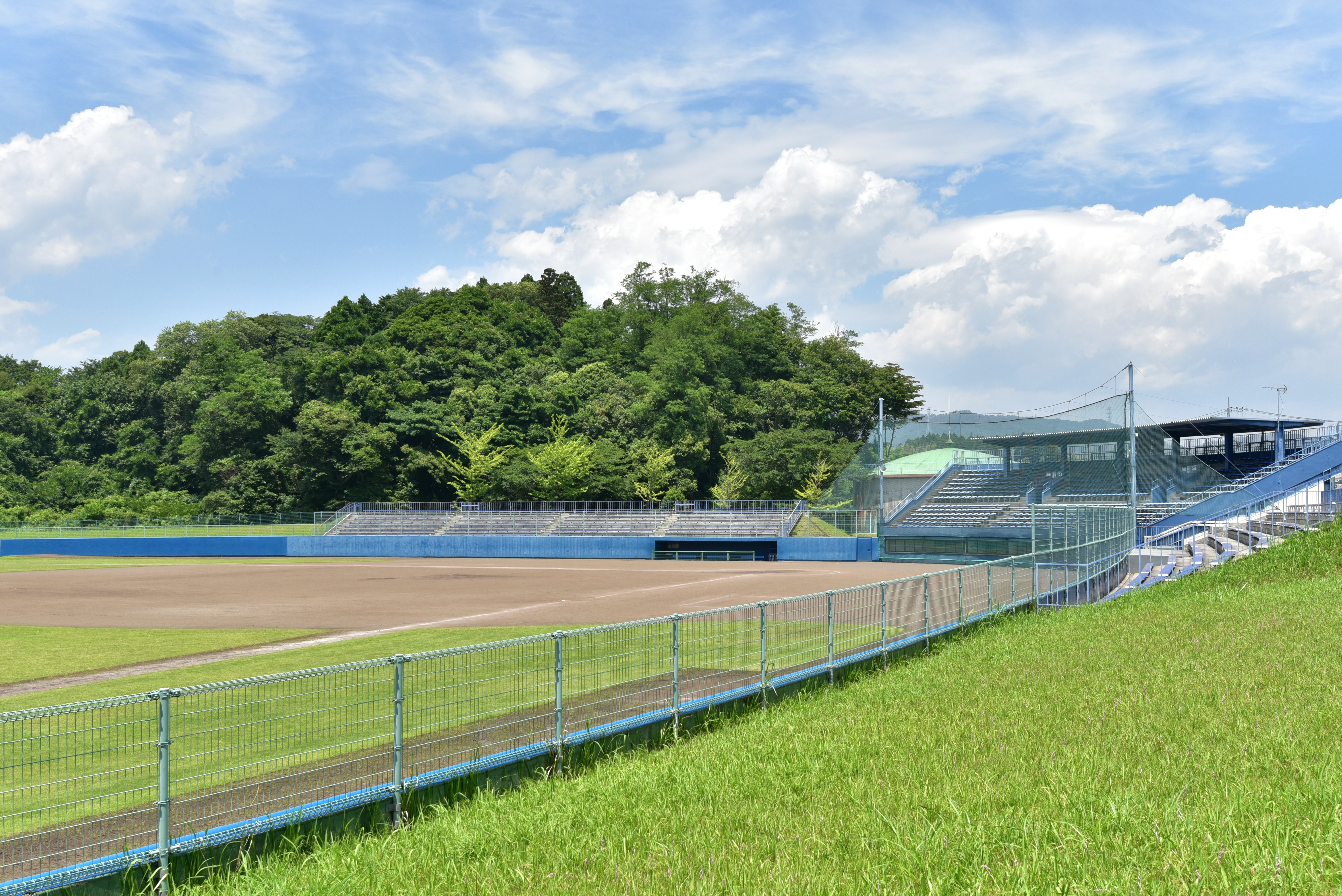
外野席から見た内野と内野スタンド

## 交通
- 高萩駅西口より茨城交通バスMyRide「のるる」で「市営球場前」下車。バス停は市民球場では無く市営球場となっている。